# Chronica Adefonsi imperatoris
La Chronica Adefonsi imperatoris, escrita en latín por un autor anónimo entre 1153 y 1157, relata los hechos del reinado de Alfonso VII de León y Castilla (1126-57), llamado El Emperador. Es una crónica cortesana, ya que centra su atención en los sucesos de la corte real, pero contiene también abundante información sobre otros hechos de la época. Junto con la Crónica najerense, la Crónica legionense (anteriormente llamada silense) y la Historia compostelana, es una de las obras más importantes para el conocimiento de la historia de la Alta Edad Media hispana.
Alberga también un texto de interés literario, el Poema de Almería, un poema épico en latín escrito entre 1147 y 1149 que alude, entre otros guerreros destacados de su época, al Cid Campeador y a Álvar Fáñez:

Ipse Rodericus, Meo Cidi saepe vocatus
de quo cantatur quod ab hostibus haud superatur
qui domuit Mauros, comites domuit quoque nostros,
hunc extollebat, se laude minore ferebat.
Sed fateor verum, quod tollet nulla dierum:
Meo Cidi primus fuit Alvarus atque secundus.
El mismo Rodrigo, a menudo llamado Mio Cid,
de quien se canta que nunca fue vencido por sus enemigos,
que dominó a los moros y dominó a nuestros condes,
lo ensalzaba [a Álvaro], a sí mismo no se dedicaba tan grandes elogios.
Pero os confieso una verdad que no cambiará con el tiempo:
Mio Cid fue el primero y Álvaro el segundo.

## Localización y autoría
Aunque se postuló como autor a un cronista cercano a la corte del propio rey, y en concreto al obispo de Astorga o al franco (o catalán, pues así eran denominados en esta época) Arnaldo, este último no pudo serlo, pues murió antes de 1153, y la obra contiene datos que solo pueden ser de ese año; tampoco parece que fuera un miembro cercano al séquito regio. Lo más probable es que fuera un estudiante de latinidad o un litteratus no demasiado erudito, que conocía los autores clásicos a los que trataba de emular solo por fuentes tardías y cristianas, y en general de segunda mano, y que probablemente escribió esta biografía del emperador Alfonso con el fin de hacer méritos para su carrera, quizá para poder alcanzar un puesto en la cancillería regia. El texto tiene vinculaciones leonesas o toledanas; o quizá ambas, pues la obra refleja un claro leonesismo, pero también un conocimiento directo y cercano de las tradiciones e historia oral del Regnum Toletanum, es decir, del territorio de la antigua taifa de Toledo, que en ese momento era una zona fronteriza.

## Análisis
La Crónica del emperador Alfonso no solo es una biografía, sino que tiene un alcance colectivo, al hacer del Emperador un guía mesiánico de los pueblos hispánicos en su espíritu de cruzada neogoticista, muy típico de las crónicas asturianas y leonesas, que cargan sus tintas en la recuperación de la patria gótica perdida a manos de los sarracenos. Particularmente, el enemigo en la crónica de Alfonso el Emperador es el almorávide y el almohade, más que el andalusí, ya que una figura como Zafadola (Sayf ad-Dawlah, último vástago de la dinastía hudí, que fueron reyes taifas de Zaragoza) cumple un papel de aliado de Alfonso VII similar a la que el mudéjar Avengalbón desempeña en el Cantar de mio Cid.
Esta crónica no tuvo influencia en la cronística posterior, particularmente en las dos obras magnas que forjaron la historia de España un siglo después: el Chronicon mundi del Tudense y De rebus Hispaniae del Toledano. Acaso pudo influir en la Primera crónica de Sahagún, aunque este vínculo tampoco está suficientemente probado.

## Ediciones
- Antonio Maya Sánchez (ed.), «Chronica Adefonsi Imperatoris», en Chronica hispana saeculi XII, Pars I, Turnhout, Brepols (Corpus Christianorum, Continuatio Medievalis, 71), 1990.

## Traducciones

### Al español
- Maurilio Pérez González (trad.), Crónica del Emperador Alfonso VII, León, Universidad, 1997.

### Al inglés
- Glenn Edward Lipskey, The Chronicle of Alfonso the Emperor. A Translation of the Chronica Adefonsi Imperatoris, with study and notes.